# Warner van Wely
Warner van Wely (1945) is een Nederlands theatermaker en auteur die bekendheid verwierf als oprichter van de Dogtroep.
Van Wely brak zijn studie (wiskunde en filosofie) af om locatietheater te maken. Hij begon in Engeland bij performancetheatergroep Welfare State waarna hij in 1975 een van de oprichters was van Dogtroep. Na zijn vertrek daar in 1990 werkte hij, wederom als artistiek leider, met het gezelschap Warner & Consorten. Beide locatietheatergroepen speelden op festivals en grote evenementen over de hele wereld. 
In 2008 stopte hij met zijn theaterwerk en werd schrijver.

## Boeken
- Werkwijzen van wild theatermaken (Amsterdam, 1992)
- Theater in de openbare ruimte (Amsterdam, 2003)
- Eén (Amsterdam, 2018)